# 나비고기
나비고기는 나비고기과에 속하는 물고기이다. 몸길이 17~25cm로 몸이 납작하고 둥글다. 몸빛은 노란빛에 머리 부분에 눈을 가로지르는 검은색 세로띠가 있으며, 몸에도 띠, 줄무늬, 반점 또는 그 밖의 일정한 형태의 무늬가 있어 매우 화려하다. 따라서 애완용 물고기로도 인기가 높다. 산호초 주위의 해조류와 작은 동물 또는 산호초 위의 바닷물에 떠 있는 플랑크톤을 먹고 산다. 주로 낮에 활동하고 밤에는 산호초에서 쉰다.  나비고기의 대표종인 네눈나비고기는 몸의 뒷부분 양쪽에 눈 모양의 검은 점이 있는데, 어릴 때에는 몸 양쪽에 각각 2개씩 있지만 다 자라면 1개씩만 남는다. 이것 때문에 포식자는 점이 있는 쪽을 머리로 잘못 알고 공격할 때 혼란을 느낀다. 열대·아열대·온대바다의 산호초에 살며 한국에서도 볼 수 있다.

## 참고 문헌
- 이 문서에는 다음커뮤니케이션(현 카카오)에서 GFDL 또는 CC-SA 라이선스로 배포한 글로벌 세계대백과사전의 내용을 기초로 작성된 글이 포함되어 있습니다.